# 火箭人 (馬)
火箭人（Rocket Man、2005年10月17日）是一匹在澳洲出生以及在新加坡訓練的競賽馬匹，在新加坡擁有頗高的知名度，於新加坡國內限制賽未嘗敗績，是新加坡賽馬史上首匹勝出國際一級賽的馬匹，所勝出賽事包括KrisFlyer國際短途錦標及金莎軒錦標，為2010及11年度新加坡馬王。

## 競賽生涯
火箭人在2007年澳洲神奇百萬拍賣會中以6萬澳元成交。

### 2008年
火箭人在2008年10月19日在新加坡處子上陣以3個馬位大勝。三星期後再於三歲馬的公開賽輕易取勝，然後在11月21日勝出一場三歲馬三級賽。

### 2009年
1月18日火箭人在新加坡三歲短途馬錦標順利掄元，接著在膠沙地公開賽中挑戰長馬，以接近十個馬位大勝而回。年馬火箭人在獅城盃以兩個半馬位輕勝，勝出首場新加坡一級賽。接著角逐KrisFlyer國際短途錦標，面對來自海外高手，火箭人表現無畏，曾在末段以明顯優勢帶出，可惜終點前被蓮華生輝順利反擊，趕及追過火箭人僅負而回。但其後在6月的操練中受傷，休養了大半年才能復出。

### 2010年
火箭人在2月輕取一場讓賽後，出征阿聯酋杜拜，角逐金莎軒錦標，在火箭人力拼下，僅負於金城大王跑第二。返回新加坡後輕取獅城盃，5月在KrisFlyer國際短途錦標上陣，成為了大熱門，在終點前與改名的綠色駿威鬥法，曾被對手帶離的火箭人最後數步展開反擊，結果以頸位之差跑第二而回。之後準備角逐短途馬錦標，改為高雅志策騎（另一個原因是霍達停賽），假如高雅志未能赳約，由南非騎師沃斯特代替。9月15日在膠沙地三級賽兀蘭錦標輕取而回，但賽後由於練馬師認為馬匹體重過輕，取消原定遠征日本的計劃，改為在10月角逐一場草地三級賽代替，結果輕鬆取勝。
火箭人以馬會短途錦標熱身，但由於負磅不利，需要讓大部份的香港賽駒5磅（約2.2公斤），再加上首次跑右轉的賽事，在香港被馬迷忽視，不過最終維持活躍表現，在終點前受同一世界挑戰，最後兩馬成為平頭冠軍。接著在香港短途錦標終受到香港馬迷正視，賽事末段與卡通飛機及蓮華生輝短兵相接，最後僅敗於卡通飛機屈居亞軍。

### 2011年
在角逐杜拜金莎標錦標前，在讓賽中輕鬆勝出。然後在3月26日舉行的杜拜金莎標錦標順利帶離對手，為新加坡馬匹首度在國際一級賽揚威。回到新加坡於獅城盃成功取得三連霸，在KrisFlyer國際短途錦標，雖然受到前兩屆冠軍蓮華生輝及綠色駿威挑戰，不過馬匹轉自直路後順利帶出，大勝而回。在7月10日由香港賽馬會舉辦的冠軍人馬獎中，火箭人獲得最受香港馬迷欣賞海外馬匹的獎項。
接著準備出征日本挑戰短途馬錦標，在8月28日於克蘭芝A級錦標負重磅下輕勝。在短途馬錦標於日本視為大熱門，但礙形勢下（步速快），在直路初段發力一段，終點前僅僅拉近前領馬距離，只能以第四名完成，是牠的競賽生涯上首次未能上名，高雅志認為敗因是起步緩慢
於短途馬錦標失望表現後，返回新加坡角逐一場克蘭芝A級錦標，今次改用領放策略，但最後只能以兩個馬位勝出，賽後決定讓沃斯特策騎角逐香港短途錦標。不過火箭人抽到大外檔，起步後嘗試帶出，但是卻受到真機伶及三人共舞領放未能貼欄，轉直路後不久乏力，只能以第十二名完成。
三月初在A級賽熱身，帶離四個馬位而回。其後在金莎軒錦標重新迎回高雅志，在直路一直領先下，最終被巴林代表大激鬥超越跑第二而回。返回新加坡後角逐獅城盃，在直路甩開了前領馬後，最後100米放鬆以兩個馬位輕取太好。

### 2012年後
馬匹在2012年後雖沒出賽，但紹爾及馬主仍然將其現役，繼續接受訓練。雖然有多次傳出復出計劃，但最後未曾出賽。2016年11月尾，練馬師紹爾正式讓牠退役。並在同年12月4日在克蘭芝馬場舉行退役儀式。

## 詳細賽績
| 日期       | 馬場   | 距離     | 級別 | 賽事名稱              | （公斤） | 騎師   | 名次/出馬 | 時間      | 頭馬距離 | 冠軍（亞軍） |
| ---------- | ------ | -------- | ---- | --------------------- | -------- | ------ | --------- | --------- | -------- | ------------ |
| 19/10/2008 | 克蘭芝 | 草1200   |      | 兩歲及三歲處女馬賽    | 53       | 霍達   | 1/12      | 1:10.1    | 3        | （經典快車） |
| 9/11/2008  | 克蘭芝 | 草1200   |      | 三歲馬公開賽          | 55       | 霍達   | 1/9       | 1:09.7    | 5.3      | （最佳爵士） |
| 21/11/2008 | 克蘭芝 | 草1200   | SGG3 | 蘭花錦標              | 57       | 霍達   | 1/8       | 1:09.8    | 1.3      | （強權霸主） |
| 18/1/2009  | 克蘭芝 | 草1200   | SGG3 | 新加坡三歲馬短途錦標  | 57       | 霍達   | 1/9       | 1:09.6    | 4.5      | （強權霸主） |
| 13/2/2009  | 克蘭芝 | 膠沙1200 |      | 公開賽（評分97分）    | 50.5     | 霍達   | 1/9       | 1:09.6    | 4.5      | （Zizou）    |
| 27/3/2009  | 克蘭芝 | 草1200   | SGG3 | 克蘭芝短途錦標        | 50       | 霍達   | 1/11      | 1:08.6    | 4.5      | （富有之禮） |
| 24/4/2009  | 克蘭芝 | 草1200   | SGG1 | 獅城盃                | 55.5     | 霍達   | 1/11      | 1:08.7    | 2.8      | （林家戰士） |
| 17/5/2009  | 克蘭芝 | 草1200   | SGG1 | KrisFlyer國際短途錦標 | 55.5     | 霍達   | 2/13      | 1:07.87   | 頸位     | 蓮華生輝     |
| 7/2/2010   | 克蘭芝 | 膠沙1200 |      | 克蘭芝A級錦標         | 59.5     | 霍達   | 1/8       | 1:11.27   | 4.5      | （彈弓刀）   |
| 27/3/2010  | 美丹   | 膠沙1200 | G1   | 杜拜金莎軒錦標        | 57       | 霍達   | 2/10      | (1:10.89) | 1/2      | 金城大王     |
| 24/4/2010  | 克蘭芝 | 草1200   | SGG1 | 獅城盃                | 57.5     | 霍達   | 1/9       | 1:09.18   | 2.3      | （威剪刀）   |
| 16/5/2010  | 克蘭芝 | 草1200   | G1   | KrisFlyer國際短途錦標 | 57       | 霍達   | 2/10      | 1:09.62   | 頸       | 綠色駿威     |
| 5/9/2010   | 克蘭芝 | 膠沙1200 | SGG3 | 兀蘭錦標              | 59       | 高雅志 | 1/8       | 1:09.74   | 5.5      | （生化小子） |
| 15/10/2010 | 克蘭芝 | 草1200   | SGG3 | 花園城市錦標          | 57.5     | 沃斯特 | 1/4       | 1:08.82   | 4.3      | （奇異駿馬） |
| 21/11/2010 | 沙田   | 草1200   | G2   | 馬會短途錦標          | 128磅    | 高雅志 | 1/12      | 1:08.82   | 併頭     | 同一世界     |
| 12/12/2010 | 沙田   | 草1200   | G1   | 香港短途錦標          | 126磅    | 高雅志 | 2/14      | 1:08.84   | 短頭     | 卡通飛機     |
| 6/3/2011   | 克蘭芝 | 膠沙1200 |      | 克蘭芝A級錦標         | 59.5     | 沃斯特 | 1/7       | 1:10.70   | 5.8      | 卡巴朗加     |
| 26/3/2011  | 美丹   | 膠沙1200 | G1   | 杜拜金莎軒錦標        | 57       | 高雅志 | 1/10      | 1:11.28   | 2-1/4    | 歐洲之寶     |
| 1/5/2011   | 克蘭芝 | 草1200   | SGG1 | 獅城盃                | 57       | 沃斯特 | 1/6       | 1:08.85   | 5        | （太好）     |
| 22/5/2011  | 克蘭芝 | 草1200   | G1   | KrisFlyer國際短途錦標 | 57       | 高雅志 | 1/10      | 1:09.14   | 4.8      | （黃金傳奇） |
| 28/8/2011  | 克蘭芝 | 膠沙1200 |      | 克蘭芝A級錦標         | 59.5     | 沃斯特 | 1/6       | 1:10.63   | 5        | （飛天弗頓） |
| 2/10/2011  | 中山   | 草1200   | GI   | 短途馬錦標            | 57       | 高雅志 | 4/16      | 1:07.8    | 2.3      | 真機靈       |
| 11/11/2011 | 克蘭芝 | 膠沙1200 |      | 克蘭芝A級錦標         | 59.5     | 沃斯特 | 1/9       | 1:11.34   | 2        | （商賈）     |
| 11/12/2011 | 沙田   | 草1200   | G1   | 香港短途錦標          | 126磅    | 沃斯特 | 12/14     | 1:09.84   | 5-1/4    | 天久         |
| 4/3/2012   | 克蘭芝 | 膠沙1200 |      | 克蘭芝A級錦標         | 59.5     | 沃斯特 | 1/7       | 1:10.95   | 4-3/4    | （拉比多星） |
| 31/3/2012  | 美丹   | 膠沙1200 | G1   | 杜拜金莎軒錦標        | 57       | 高雅志 | 2/12      | 1:10.79   | 2        | 大激鬥       |
| 29/4/2012  | 克蘭芝 | 草1200   | SGG1 | 獅城盃                | 57       | 沃斯特 | 1/7       | 1:10.44   | 2-3/4    | （太好）     |

## 血統背景
父系Viscount在1998年出生，曾勝出三場一級賽，包括兩場兩歲馬一級賽（香檳錦標及澳洲賽馬會種馬錦標），除火箭人外已有多匹一級賽冠軍子嗣。母系Macrosa出自McGinty未曾出賽，除了火箭人外，半兄馬圈巨子（父：巨人長堤）曾經在南非勝出一級賽，此外另有一名半兄名為東莞之威曾在香港服役。

## 外部連結
- 新加坡賽馬公會
- 血統表 （页面存档备份，存于）